# Norman Chaney
Norman Myers Chaney (Cambridge, 18 ottobre 1914 – Baltimora, 29 maggio 1936) è stato un attore statunitense, noto come attore bambino per aver interpretato il personaggio di Chubby in 19 episodi della serie cinematografica Simpatiche canaglie tra il 1929 e il 1931.

## La morte prematura
Afflitto dall'obesità, Norman Cheney partecipò a soli 19 episodi della serie e la lasciò nel 1932. Brillante studente, continuò però a soffrire per il peso eccessivo, che presto raggiunse i 140 kg. Dopo aver subito un'operazione chirurgica, dimagrì di 80 kg e scese a un peso di circa 60 kg. 
Nel 1936 si ammalò gravemente e morì di miocardite all'età di 21 anni. È stato il primo componente delle Simpatiche canaglie a morire, e l'unico (insieme a Donald Haines) a non sopravvivere alla fine della serie, nel 1944.
Chaney è stato sepolto nel cimitero di Baltimora.

## Riconoscimenti
- Young Hollywood Hall of Fame (1930's)

## Filmografia parziale
- Simpatiche canaglie (1929-1931)
- I gioielli rubati (The Stolen Jools), regia di William C. McGann (1932)